# 에칭 (미세가공)
에칭(Etching)은 제조 과정에서 웨이퍼 표면의 층을 화학적으로 제거하기 위해 미세 가공에 사용된다. 에칭은 제조에서 매우 중요한 프로세스 모듈이며, 모든 웨이퍼는 완성되기 전에 많은 에칭 단계를 거친다.
많은 에칭 단계에서 웨이퍼의 일부는 에칭에 저항하는 "마스킹" 물질에 의해 에칭제로부터 보호된다. 일부 경우, 마스킹 재료는 포토리소그래피를 사용하여 패턴화된 포토레지스트이다. 다른 상황에서는 질화규소와 같이 내구성이 더 뛰어난 마스크가 필요하다.

## 에칭 매개체 및 기술
에칭액의 기본 두 가지 유형은 액체상("습식")과 플라스마상("건식")이다. 이들 각각은 여러 종류로 존재한다.

## 같이 보기
- 주괴